# Thanateros
Thanateros jest założoną w 1999 roku niemiecką grupą folkmetalową z irlandzko-celtyckimi wpływami. Tematyka ich tekstów obfituje w motywy pogańskie, między innymi z mitologii celtyckiej czy szamanizmu. W swoich piosenkach wzywają do tego, aby „skierować swe spojrzenie na innych, odkryć na powrót swoją siłę i wziąć szczęście w swoje ręce”.
Nazwa „Thanateros” powstała poprzez inspirację Iluminatami Thanaterosa i jest im w pewien sposób poświęcona, ponieważ sama nie ma wiele wspólnego z porządkiem: to samodzielny i niezależny zespół. Thanateros jest połączeniem imion greckich bogów: Tanatosa (uosabiającego śmierć)  i Erosa (uosabiającego miłość).

## Historia
Thanateros powstał w 1999 jako projekt solowy Benjamina Richtera, który do tego czasu śpiewał w zespole Evereve. Z pomocą Hardy’ego Fietinga (Scream Silence) Richter nagrał swoje pierwsze demo. Po zaskakująco dobrym przyjęciu przez przyjaciół jego muzycznych wizji, zdecydował się opuścić Evereve i rozpocząć prace nad Thanaterosem jako nad głównym projektem.
Koniec 2001 roku przyniósł Thanaterosowi kilkutygodniową trasę w postaci supportu In Extremo, a 2002 liczne występy koncertowe i festiwalowe, co umocniło pozycję Thanaterosa na niemieckiej scenie metalowej, nazywanej czasem „czarną sceną”.
Na drugim albumie – Circle of Life – zespół bardziej zaakcentował tradycyjne instrumenty, należące do kręgu irlandzko-celtyckiego. Album został oceniony przez prasowych krytyków jako wybitny. Przy okazji publikacji Circle of Life na początku 2003 zespół sfinansował swoją trasę promocyjną w Niemczech i Austrii. Lato i jesień przyniosły mnogość występów na dużych festiwalach, z zespołami takimi jak Subway to Sally, Letzte Instanz, Tanzwut czy L’Âme Immortelle.
W 2005 ukazał się trzeci album – Into the Otherworld i singiel Dirty Old Town z wideoklipem Dietricha Brüggemann (Oomph!, Rammstein).
W 2006 miał miejsce częściowy rozpad i z tego powodu nastąpiła dłuższa przerwa w graniu. Od marca 2008 grupa w nowym składzie pracowała nad nowym albumem Liber Lux, który został opublikowany 3 kwietnia 2009.
Po tym, jak Ben Richter wydał dwa albumy z niemieckim zespołem metalowym Phosphor, który założył w 2015 roku (Raum/Zeit und Weltenbrand), postanowił ożywić Thanateros w 2018 roku. Wraz z gitarzystą Phosphor Chrisem Langiem stworzył nowy skład na początku 2019 roku i wydał album Insomnia we wrześniu 2019 roku.
W połowie 2020 roku grupa podpisała kontrakt z Echozone, a w listopadzie tego samego roku Insomnia została wydana jako edycja specjalna. Oprócz pełnego albumu, Insomnia S.E. zawiera wybrane utwory w wersjach tylko instrumentalnych. We wrześniu 2021 roku album On Fragile Wings został nagrany wspólnie z producentem Simonem Rippinem. 11 lutego 2022 roku ukazał się pierwszy singiel pod tytułem Coven of the Drowned, a 11 marca drugi singiel Fading, po którym 24 marca ukazał się album. Latem pojawiły się występy na festiwalach.
W grudniu 2023 roku zespół rozpoczął nagrywanie kolejnego albumu, ponownie z Simonem Rippinem jako producentem i tym razem również jako perkusistą. W styczniu 2024 roku nagrano gitary, skrzypce, wokale i inne ścieżki dźwiękowe. W międzyczasie basista Chrys Ryll musiał opuścić zespół z powodów osobistych i został zastąpiony przez MarT Møller. Wraz z I Am All, The Horned One, hołdem dla Rogatego Boga, i I Hold You, wydano trzy przedpremierowe utwory. Album Tranceforming został wydany 11 października 2024 roku i był prezentowany na festiwalach między innymi z Lacrimas Profundere, Eden weint im Grab i Megaherz.

## Dyskografia

### Albumy
- 2001: The First Rite (CD, Andromeda / Vielklang Musikproduktion)
- 2003: Circle of Life (CD, Andromeda / Vielklang Musikproduktion)
- 2005: Into the Otherworld (CD, Rabazco Records)
- 2009: Liber Lux (CD, New Crusade Records)
- 2019: Insomnia (CD, Calygram Records / Calyra)
- 2022: On Fragile Wings (CD, Echozone)
- 2024: Tranceforming (CD, Echozone)

### Single
- 2005: Dirty Old Town (CD/7”-Vinyl, Rabazco Records)
- 2023: Burn (Acoustic Version) (CD, Echozone)
- 2024: We Are The Ravens (Radio Edit) (CD, Echozone)
- 2024: I Am All (CD, Echozone)
- 2024: The Horned One (CD, Echozone)
- 2024: I Hold You (CD, Echozone)

### Teledyski
- So High (2003, reżyseria Blackstage Video Postproduction)
- Calling Llyr (2004, reżyseria Blackstage Video Postproduction)
- Dirty Old Town (2005, reżyseria Dietrich Brügmann)
- The Lost King (2019, reżyseria David Hennen)
- Cthulhu Rising (2020, reżyseria Markus Felber, Ben Richter)
- Fading (2022, reżyseria Ben Richter)
- Coven of the Drowned (2022, reżyseria Hannes Mühlenbruch)
- We Are The Ravens (2024, reżyseria Ben Richter)
- I Am All (2024, reżyseria BOB-MEDIA)
- The Horned One (2024, reżyseria Chris M.)
- I Hold You (2024, reżyseria Hannes Mühlenbruch)